# Clusia martiana
Clusia martiana är en tvåhjärtbladig växtart som beskrevs av Adolf Engler. Clusia martiana ingår i släktet Clusia och familjen Clusiaceae. Inga underarter finns listade i Catalogue of Life.